# Liste der türkischen Botschafter in Mosambik
Die Botschafterin leitet die Botschaft in Maputo.
Bis März 2011 waren die Botschafter in Pretoria, regelmäßig auch in Maputo akkreditiert.
| Ernennung Akkreditierung | Botschafter  | Bemerkung | Ministerpräsident der Türkei | Präsident von Mosambik | Posten verlassen |
| ------------------------ | ------------ | --------- | ---------------------------- | ---------------------- | ---------------- |
| 15. März 2011            | Aylin Taşhan |           | Recep Tayyip Erdoğan         | Armando Guebuza        |                  |